# Gunnlaugur Hrómundsson
Gunnlaugur Hrómundsson (n. 848) fue un vikingo y bóndi de Karlsbrekka, Norðtúnga, Mýrasýsla en Islandia. Era hijo de Hrómundur Þórisson. Su figura histórica aparece en la saga de Egil Skallagrímson, y saga Eyrbyggja.
Su hija Þuríður sáþistill Gunnlaugsdóttir (n. 892) se casó con Hallkell Hrósskelsson y de esa relación tuvieron seis hijos, cinco varones y una hembra. Uno de ellos fue Illugi Hallkelsson, padre del escaldo Gunnlaugr Ormstujnga.